# Mari Jonehara
Mari Jonehara (japonsky 米原 万里, Jonehara Mari; 29. dubna 1950 Tokio – 25. května 2006 Kamakura) byla japonská spisovatelka a překladatelka, která v letech 1959–1964 žila v Praze.

## Život
Narodila do komunisticky smýšlející rodiny, její otec byl aktivním členem Komunistické strany Japonska. V roce 1959 společně s otcem odcestovala do Prahy, kde nejdříve studovala český jazyk, avšak poté byla otcem umístěna do mezinárodní školy vedené Sovětským svazem. V roce 1964 se vrátila do Japonska, kde absolvovala Tokijskou univerzitu. Především se věnovala studiu ruštiny, což jí později pomohlo k získání práce tlumočnice a překladatelky. Dále svou pozornost soustředila především na literární tvorbu. Pracovala také jako výkonná ředitelka v rámci japonského PEN Klubu a zasloužila se o propagaci jazyka a japonské kultury v zahraničí.
Hned po ukončení studia vyučovala rusky v Tokijském ruském jazykovém institutu a pracovala na částečný úvazek jako tlumočnice a předkladatelka. V roce 1980 založila asociaci tlumočníků ruského jazyka.
Zemřela na rakovinu vaječníků v Kamakura v prefektuře Kanagawe, ve svých 56 letech.

## Dílo
Je autorkou esejí a novel, kde se často objevuje prostředí Prahy a v nichž prokazuje svou znalost sovětských a českých reálií. Pro její díla je typickým znakem smysl pro humor, který se nezalekne žádného tématu, i přesto, že jsou často považována za tabuizovaná. Velmi často se jedná o přímočarou a neochvějnou kritikou.
- Holá pravda lhářky Áni (Usocuki Áňa no makkana šindžicu) - dílo oceněné literární cenou Sóičiho Óji za literaturu faktu, jež vypráví příběh setkání se spolužáky ze sovětské školy
- Čest spodních kalhotek, hrdost bederních pásů (Pancu no menmoku, fundoši no koken) - jedna z nejznámějších knih, která se zabývá multikulturní tematikou a odlišností Japonska na příkladu spodního prádla. Autorka vzpomíná na chvíle, kdy se od své sovětské spolužačky dozvídá fakt, že si doma musí zašívat své kalhotky z důvodu nedostatku tohoto zboží. Dále se pak rozvíjí její úvahy o spodním prádle v jednotlivých zemích (Japonsko, Sovětský svar a západní Evropa)
- Krásná a nevěrná, nebo věrná a ošklivá? (Fudžicuna bidžo ka, teišukuna busu ka?)
- Tucet pro čarodějnice – třináct kapitol studené sprchy na spravedlnost a rozum (Madžo no iči dásu – seigi to džóšiki ni hijamizu o abiseru džúsanšó)
- V Rusku dnes opět pravděpodobně bouřky (Rošia wa kjó mo aremojó)
- Všechny ty nesmysly a špinavosti (Gasanetta to šimonetta)
- Půlnoční slunce (Majonaka no taijó)
- Nechcete chovat lidského samce? (Hito no osu wa kawanai no?)
- Snídaně cestovatelů (Rjokóša no čóšoku)
- Hvězdná obloha za denního světla (Mahiru no hošizora)

Z ruského originálu přeložila do japonštiny knihu Jak se učím cizí jazyk.